# Silnice II/251
Silnice II/251 je silnice II. třídy, která vede z Bitozevsi do Otvic. Je dlouhá 23 km. Prochází jedním krajem a třemi okresy.

## Vedení silnice

### Ústecký kraj, okres Louny
- Bitozeves (křiž. II/250, III/2513)
- Vidovle (křiž. III/2506)
- Blažim (křiž. III/2509, III/2511)

### Ústecký kraj, okres Most
- Moravěves
- Havraň (křiž. I/27)
- Saběnice

### Ústecký kraj, okres Chomutov
- Sušany (křiž. III/25115)
- Hošnice (křiž. III/25120, III/25118)
- Všestudy
- Pesvice (křiž. III/25124)
- Otvice (křiž. I/13, III/00732)